# Castro Valley
Castro Valley je census-designated place ve Spojených státech amerických. Nachází se v okrese Alameda County ve státě Kalifornie. Žije zde přibližně 66 tisíc obyvatel a jeho rozloha činí 43,8 km². V roce 2020 šlo o čtvrté nejlidnatější nezařazené území v Kalifornii. Na jihu sousedí s městem Hayward, na západě s městem San Leandro, na východě s městy Dublin, Pleasanton a San Ramon a na severozápadě s jezerem Chabot. Svůj název nese po Guillermovi Castrovi. 
Procházejí zde silnice California State Route 238 a Interstate 238. V roce 2020 zde tvořili 40 % obyvatel běloši, 31 % Asiaté, 20 % Hispánci, 6 % Afroameričané a 1 % původní Američané.

## Rodáci
- Cliff Burton (1962–1986) – americký baskytarista (1962–1986)
- Rachel Maddow (* 1973) – americká moderátorka